# Sd kfz 4
Sd.Kfz.4（Sonderkraftfahrzeug 4）は、第二次世界大戦でドイツが使用した軍用特殊車輌に付けられた特殊車輌番号である。
当初、通常のトラックをベースに生産された簡易ハーフトラックであるマウルティアのうち、大型のメルセデス・ベンツ製4.5tトラック（メルセデス・ベンツ L4500）ベースのものにこの番号が振られたが、これは後に、Sd.Kfz.3/5に変更された。
代わって、オペル製3tトラックベースのマウルティアを装甲化し、ロケットランチャーを搭載した自走砲パンツァーヴェルファーの弾薬輸送車にSd.Kfz.4の番号が割り振られ、パンツァーヴェルファーのランチャー搭載車両にはSd.Kfz.4/1の番号が割り振られた。

## 参考資料
- 後藤仁『第2次大戦ドイツ軍用車両集7 グランドパワー』デルタ出版、1996年2月
- 五十嵐実『第2次大戦ドイツ軍用車両集6 グランドパワー』デルタ出版、1995年10月
- Peter Chamberlain, Hilary Doyle, 「ENCYCLOPEDIA OF GERMAN TANKS OF WORLD WAR TWO」『月刊モデルグラフィックス別冊・ジャーマンタンクス』、大日本絵画、1986年